# Muszę krzyczeć!
Muszę krzyczeć! – debiutancki album zespołu Farba, wydany w maju 2003 roku przez wytwórnię Sony Music Entertainment Poland. Na płycie znalazło się 12 premierowych utworów, a wszystkie teksty napisała wokalistka Joanna Kozak. Piosenki utrzymane są w stylistyce pop-rockowej.

## Spis utworów
1. A jeśli to nieprawda? (04:57)
2. Daleko... (04:28)
3. Chcę tu zostać (04:05)
4. Czy nigdy więcej? Nigdy więcej? (03:44)
5. Odejdę od ciebie (02:50)
6. Taka ny nu tone czaizen (03:06)
7. Zagubiony książę (04:31)
8. Hej mały (04:14)
9. Gra zwana świat (04:27)
10. Muszę krzyczeć! (03:17)
11. Nie warte nic (04:09)
12. I’m Leaving You (06:27)

## Single
- Chcę tu zostać
- A jeśli to nieprawda?
- Dalego
- Nie warte nic